# Maules

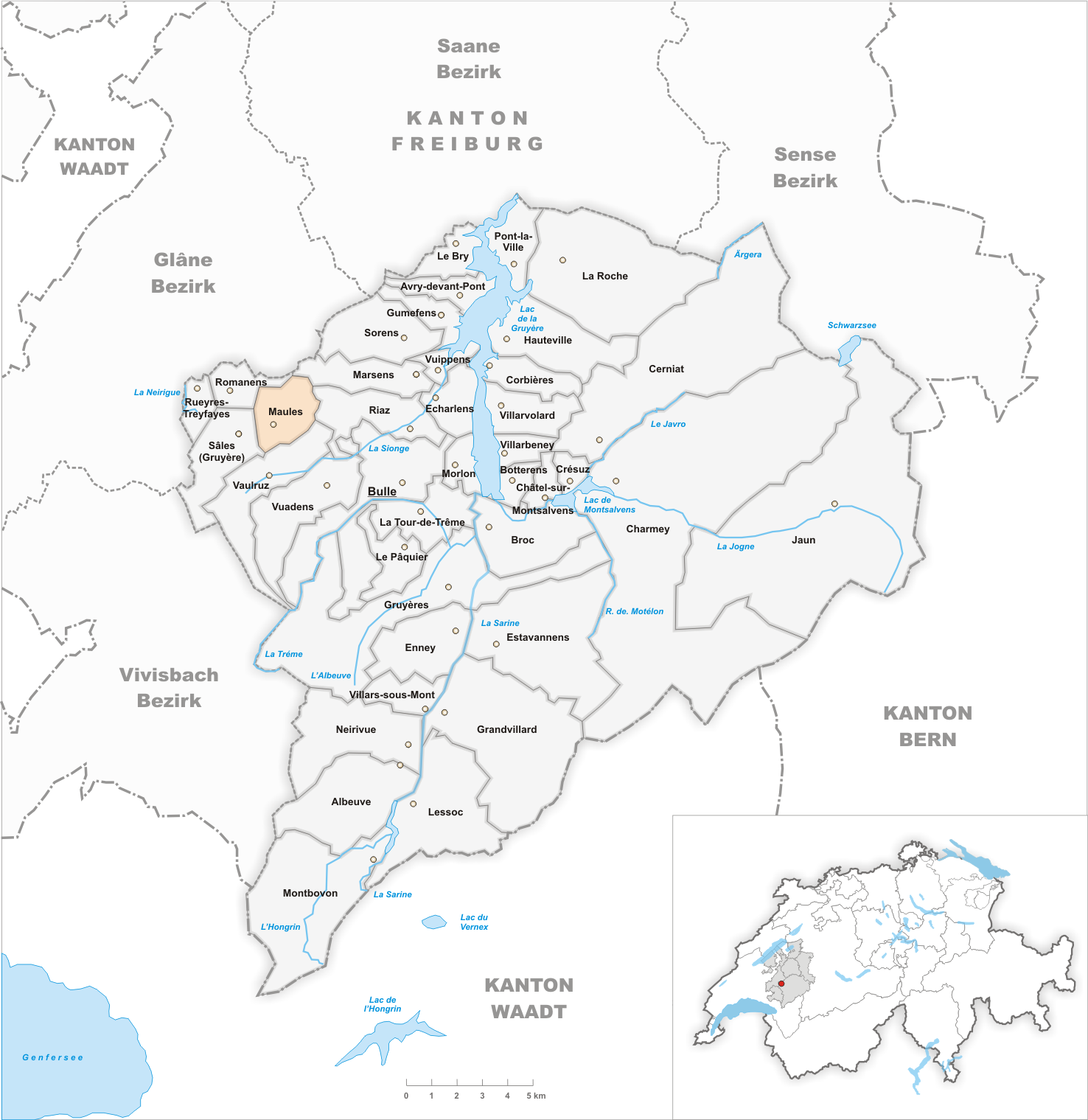
Gemeindestand vor der Fusion am 1. Januar 2001

Maules (Freiburger Patois Màlèⓘ) ist eine Ortschaft und früher selbständige politische Gemeinde im Distrikt Greyerz des Kantons Freiburg in der Schweiz. Am 1. Januar 2001 wurde Maules nach Sâles eingemeindet.

## Geographie
Maules liegt auf 893 m ü. M., fünfeinhalb Kilometer westnordwestlich des Bezirkshauptortes Bulle (Luftlinie). Das Bauerndorf erstreckt sich am schwach geneigten Südwestabhang des Hügelzugs des Gibloux, an aussichtsreicher Lage über dem Molasseplateau des südwestlichen Freiburger Mittellandes. Die ehemalige Gemeindefläche betrug rund 5,3 km². Das Gebiet umfasste den Hang von Maules, reichte im Norden bis zum Bach Ruisseau des Roubattes und zum Moorgebiet Les Gurles und im Osten auf die Waldhöhe Joux de Pra Filieux (1058 m ü. M.); die Südgrenze bildete der Bach Ruisseau du Létivan.

## Bevölkerung
Mit 252 Einwohnern (2000) gehörte Maules vor der Fusion mit Sâles zu den kleinen Gemeinden des Kantons Freiburg.
Einwohnerzahlen: Volkszählungsdaten

## Wirtschaft
Maules ist noch heute ein vorwiegend durch die Landwirtschaft geprägtes Dorf. Die Viehzucht und die Milchwirtschaft (für die Käseproduktion) haben eine wichtige Bedeutung in der Erwerbsstruktur der Bevölkerung. In den letzten Jahrzehnten hat sich das Dorf auch zu einer Wohngemeinde entwickelt. Einige Erwerbstätige sind deshalb Wegpendler, die in der Region Bulle arbeiten.

## Verkehr
Das Dorf ist verkehrstechnisch recht gut erschlossen, obwohl es abseits der grösseren Durchgangsstrassen liegt. Der nächste Anschluss an die Autobahn A12, die seit 1981 von Bern bis Vevey durchgehend geöffnet ist, befindet sich rund 4 km vom Ortskern entfernt. Durch eine Buslinie der Transports publics Fribourgeois, die von Bulle über Maules und Romanens nach Vuisternens-devant-Romont verkehrt, besitzt Maules einen Anschluss an den öffentlichen Verkehr. Die Bahnhöfe Sâles und Vaulruz-Nord an der Eisenbahnlinie von Romont nach Bulle, die am 1. Juli 1868 eingeweiht wurde, liegen rund 1,5 km von Maules entfernt; sie werden seit 2010 nicht mehr bedient.

## Geschichte
Die erste urkundliche Erwähnung des Ortes erfolgte bereits im Jahr 930 unter dem Namen Molas. Später erschienen die Bezeichnungen Molas superiores (995) sowie Molis und Moles. Der Ortsname ist vom lateinischen Wort mola (Mühlstein) abgeleitet. Seit seiner ersten Nennung gehörte Maules der Abtei Saint-Maurice. Später ist ein Adelsgeschlecht von Maules erwähnt, und im 13. Jahrhundert gelangte das Dorf unter die Herrschaft von Guillaume de Montagny und der Herren von Illens. Im Jahr 1377 kauften die Herren von Vaulruz das Dorf.
Die Herrschaft Vaulruz wurde 1536 an Freiburg verkauft und in eine Vogtei umgewandelt, die bis 1798 Bestand hatte. Nach dem Zusammenbruch des Ancien Régime gehörte Maules während der Helvetik und der anschliessenden Zeit bis 1848 zum damaligen Bezirk Bulle, bevor es in den Bezirk Greyerz eingegliedert wurde. Im Jahr 2000 votierten die Stimmberechtigten von Maules zunächst gegen eine Fusion mit Sâles. In einer zweiten Abstimmung ergab sich dann jedoch eine Mehrheit für die Fusion. Mit Wirkung auf den 1. Januar 2001 wurden die bis dahin selbständigen Gemeinden Maules, Romanens und Rueyres-Treyfayes nach Sâles eingemeindet.

## Sehenswürdigkeiten
Die Kapelle von Maules wurde 1670 erbaut. Kirchlich gehörte das Dorf stets zur Pfarrei Sâles.